# Strategus centaurus
Strategus centaurus är en skalbaggsart som beskrevs av Hermann Julius Kolbe 1906. Strategus centaurus ingår i släktet Strategus och familjen Dynastidae. Inga underarter finns listade i Catalogue of Life.

## Bildgalleri

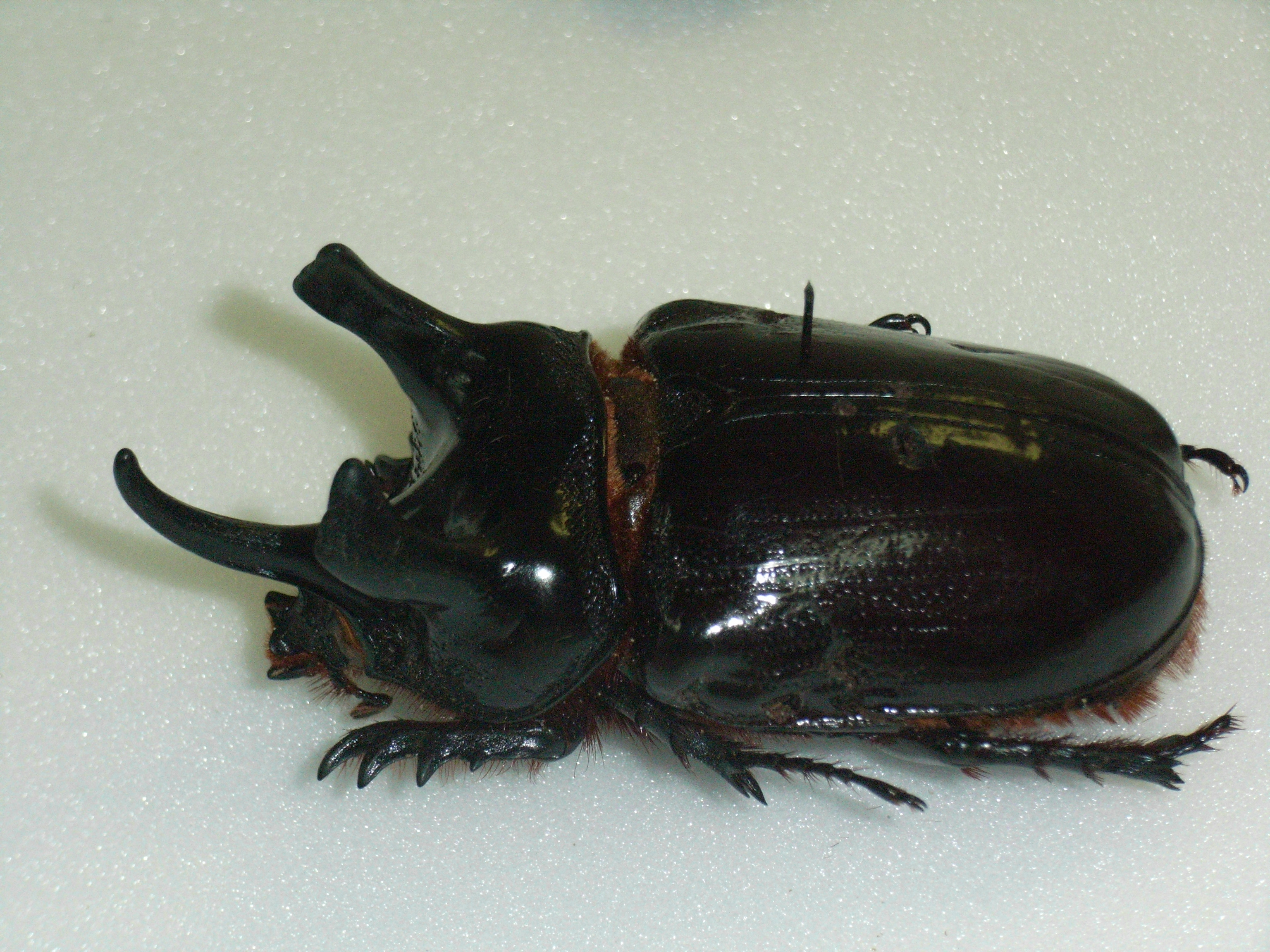
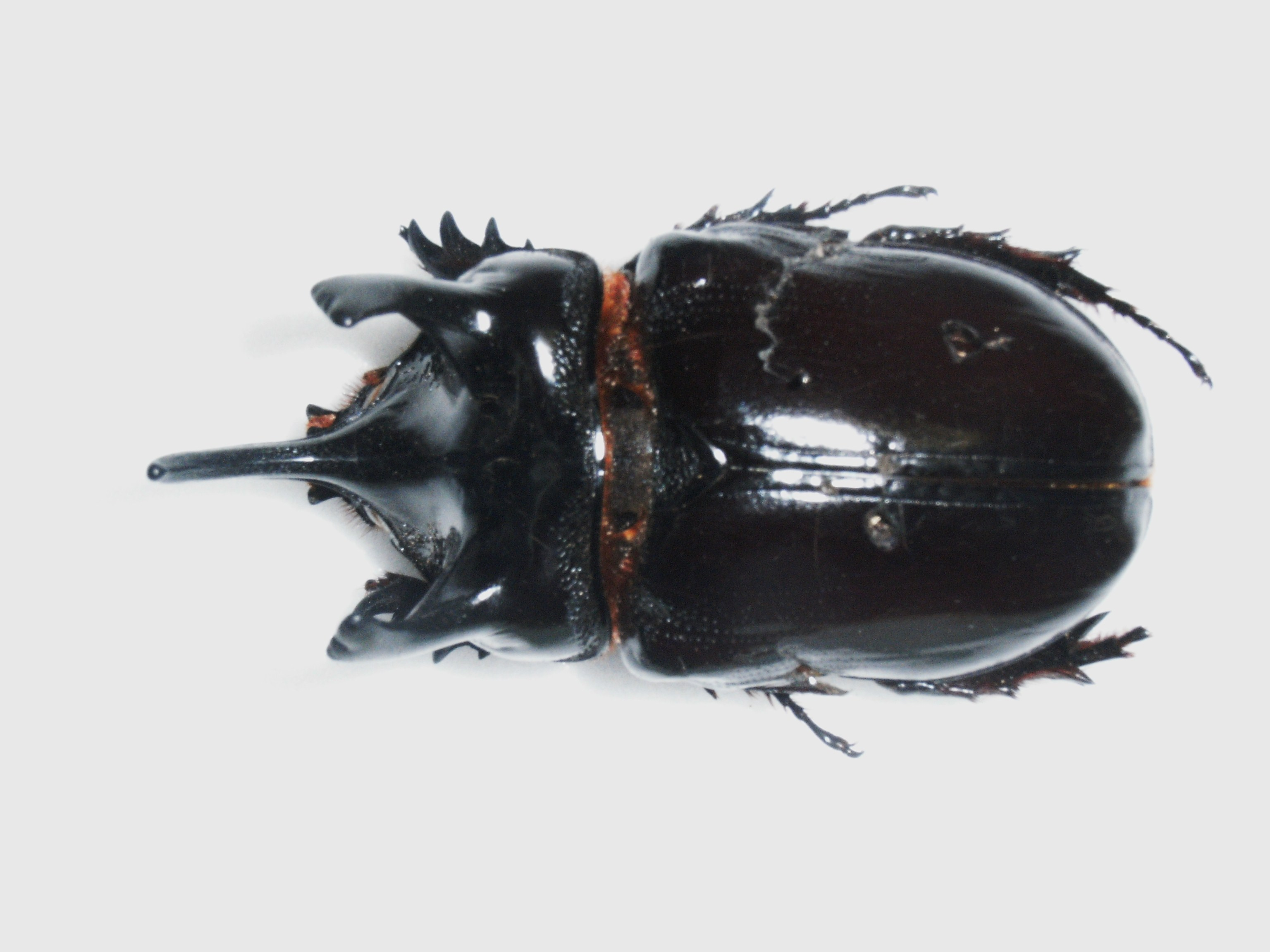